# Хіджра
Хіджра або гіджра (араб. هجرة, досл. «міграція») — переселення пророка Магомета з Мекки до Медини в 622 н. е. Рік хіджри став першим роком ісламського місячного календаря. Також від хіджри ведеться відлік у іранському сонячному календарі («сонячної хіджри»).

## Історія

### Передумови та перші спроби переселення
Ранні проповіді пророка Мухаммада не турбували мекканську аристократію — але лише доти, поки він, наставляючи тих, хто не прийняв іслам, не почав стверджувати, що їхні предки горять у пекельному вогні. Зачепивши для арабів священну тему — тему предків і поваги до них — Мухаммад викликав обурення серед мекканців, які не прийняли іслам.
Під тиском одноплемінників на молоду мусульманську громаду пророк Мухаммад запропонував своїм послідовникам сховатися в Ефіопії (тодішнє Аксумське царство) — перша група біженців вирушила туди під проводом Османа ібн Аффана — одного зі сподвижників Мухаммада. Перша група мусульман виїхала у квітні-травні 614 року, друга — не пізніше кінця 615 року, на п’ятому році пророчої місії.
Аристократія Мекки змушувала родичів мусульман, які залишили місто, повністю розривати з ними зв’язки. Проти мусульман було оголошено бойкот: заборонялося укладати з ними будь-які торговельні угоди та шлюби. Такий захід, що раніше ніколи не застосовувався, поступово спричинив сильне невдоволення серед мекканців. Живі родичі, як і померлі предки, були для арабів священними, тож представники різних родів так чи інакше — таємно чи відкрито — порушували бойкот. Через 2–3 роки кілька впливових мекканців узяли на себе гарантію недоторканності та покровительства і поклали край бойкоту.
Щодня перебування в Мецці ставало дедалі небезпечнішим, і в таких умовах пророк Мухаммад вирішив переселитися до Медини. Населення цього оазису не було суто арабським: значну його частину становили єврейські (а також юдаїзовані арабські) племена бану Кайнука, Курайза, Надір, Фітьяун. Арабське населення Ясриба (так колись називалась Медина) становили племена аус і хазрадж, тісно пов’язані родинними узами з південноарабським племенем азд і такими, що претендували на спорідненість із гассанідами. Постійні міжусобні чвари між цими племенами спонукали їх звернутися до пророка Мухаммада як до третейського судді та провідника.

### Переселення (хіджра)
Переговори про переселення мусульманської громади до Ясриба відбулися 14 липня 622 року на Акабі. Переселення мусульман тривало приблизно три місяці, від’їзд набув майже масового характеру. Стурбовані цими подіям одноплемінники встановили спостереження за Мухаммадом як ініціатором і керівником від’їзду. Побоюючись за своє життя, Мухаммад сховався в домі Абу Бакра — одного зі своїх найближчих послідовників; уночі вони втекли за місто й протягом трьох діб переховувалися від мекканців, занепокоєних раптовим зникненням «порушника спокою». Лише після припинення пошуків, у останні дні липня 622 року, Пророк приєднався до громади, яка вже переселилася до Ясриба. Цю подію можна вважати початком першої ісламської держави. Період до хіджри зветься джагілія (цей термін у широкому сенсі позначає весь доісламський період).
Більшість істориків датує прибуття Мухаммада до Ясриба (пізніше названого «містом Пророка», тобто Мадинат ан-Набій, або просто Медина) 24 вересня 622 року. Однак обчислення років від хіджри почалося лише в 637 році, за правління другого праведного халіфа Умара ібн аль-Хаттаба. За його розпорядженням відправною точкою нової ери було обрано не сам день прибуття Пророка до Медини, а 1 мухаррама (перший день першого місяця) того ж року. Цей день відповідав 16 липня 622 року за юліанським календарем.
Мусульманська громада, яка переселилася до Ясриба, налічувала 80–100 осіб; згодом цих людей почали називати мугаджирами, тобто «ті, що здійснили переселення». Саме вони, найбільш віддані послідовники Пророка, вважалися згодом найбільш авторитетними та шанованими членами мусульманської умми. У найближчі роки мугаджири так чи інакше породичалися між собою завдяки шлюбам своїх дітей — наприклад, Мухаммад віддав за Алі свою дочку Фатіму, а сам одружився з доньками Абу Бакра (Аїшею) та Умара (Хафсою). Населення ж Ясриба, що прийняло до себе мусульманську громаду, стали називати ансарами.
Саме в цей період Мухаммад відкинув стару практику розподілу доходів (зокрема військової здобичі), за якою 1/4 належала вождю. Він установив скромнішу частку — 1/5, що зветься хумс. Також він постановив, що найбільшу частку від залишку доходів мають отримувати мугаджири, після них — ансари, й лише в останню чергу — інші члени громади.